# Đức Giang (Bắc Giang)
Đức Giang is een xã in huyện Yên Dũng, een district in de Vietnamese provincie Bắc Giang.
Đức Giang ligt op de zuidelijke en westelijke oever van de Thương. De Lục Nam mondt ter hoogte van Đức Giang in de Thương.